# Crnoglavi majmun pauk
Crnoglavi majmun pauk (lat. Ateles fusciceps) je vrsta primata iz porodice hvataša koji živi u Srednjoj i Južnoj Americi. Živi u vlažnim tropskim i subtropskim šumama na nadmorskoj visini do 2500 metara u Kolumbiji, Nikaragvi i Panami. Kritično je ugrožena vrsta, jedan je od najugroženijih primata.

## Izgled
Kao i svi majmuni pauci ima dosta mršavo telo s dugim, tankim nogama i dugim repom. Telo je dugo 40-55 centimetara, dok je rep dug 60-85 centimetara. Prosečna težina je oko devet kilograma, a mužjaci su nešto veći i teži od ženki. Ruke su duge i kukaste, nemaju palac. Krzno mu je smeđe ili crne boje.

## Način života
Dnevna je životinja. Živi na drvetu, pa je vrlo vešt penjač. Živi u skupinama sastavljenim od 20 do 30 životinja, koje se u potrazi za hranom dele u manje podskupine. Biljojed je, uglavnom se hrani plodovima i listovima.
Gestacija traje sedam ili osam meseci, a rezultat je obično jedna novorođena jedinka, koju majka doji oko 20 meseci. Polno sazrijeva nakon četiri ili pet godina. Prosečan životni vek ovog majmuna je 24 godine.

## Literatura
- Thomas Geissmann. Vergleichende Primatologie. ISBN 3-540-43645-6.. Springer-Verlag, Berlin u. a. (2003) .
- Don E. Wilson, DeeAnn M. Reeder (Hrsg.): Mammal Species of the World. A taxonomic and geographic Reference. 3. Auflage. Johns Hopkins University Press, Baltimore MD (2005)  0-8018-8221-4.